# 腓特烈斯多夫
腓特烈斯多夫（德語：Friedrichsdorf，發音：[ˈfʁiːdʁɪçsˌdɔʁf] ⓘ）是德国黑森州达姆施塔特行政区上陶努斯县的城市，面积30.13平方千米，2023年12月31日人口为25,937人。

## 友好城市
- 法國 乌耶